# Alfons Spielhoff
Alfons Spielhoff (* 3. Juli 1912 in Essen; † 9. Dezember 1987) war Dortmunder Kulturdezernent.
Überregional bekannt wurde er als einer der Initiatoren einer neuen Kulturpolitik in der Bundesrepublik der 1970er Jahre. Mit seiner Parole „Kulturpolitik ist Gesellschaftspolitik“ trat er für eine dezentrale Kulturarbeit in Vorstädten und soziokulturellen Szenen ein. Seine Initiative zur Aufgabe des Philharmonischen Orchesters und zur Umfunktionierung des neuen, repräsentativen Opernhauses führte in Dortmund zu heftigen Auseinandersetzungen und Demonstrationen.

## Leben
Alfons Spielhoff wuchs auf in der bündischen Jugend, nach 1933 war er in der Hitlerjugend. Er studierte in Berlin Auslandswissenschaft, nach dem Diplom wurde ihm die Promotion wegen zweimaliger Gestapo-Haft verweigert. Als Soldat wurde er 1944 wegen Wehrkraftzersetzung verurteilt und in Toulon inhaftiert, konnte aber desertieren. Bis Sommer 1945 war er Kriegsgefangener in Frankreich.
1950 wurde Spielhoff über das Thema seiner Dissertation „Die Technik als Problem der Kulturwissenschaft“ promoviert. Seit 1951 engagierte sich Spielhoff in der SPD, der  GEW, der Deutschen Friedensgesellschaft (DFG) sowie seit den 1960er Jahren auch in der Humanistischen Union. Von 1958 bis 1959 war er Vorsitzender der Arbeitsgemeinschaft Deutscher Friedensverbände und von 1962 bis 1974 Kulturdezernent der Stadt Dortmund.

## Neue Kulturpolitik
Als Mitglied des Kulturausschusses des Deutschen Städtetages und des Tarifausschusses des Deutschen Bühnenvereins engagierte sich Spielhoff gegen die Konzentration der städtischen Kulturetats auf wenige repräsentative Bereiche, vor allem die Theater. Durch die stetige Steigerung der Personalkosten in diesem Bereich befürchtete er eine Blockade aller anderen kulturellen Aktivitäten. Als Dortmunder Kulturdezernent trat er deshalb 1973 für eine Aufgabe des philharmonischen Orchesters und eine Reorganisation der verbleibenden Bereiche des Dortmunder Stadttheaters ein. Viele seiner in diesem Kontext entwickelten Ideen wurden erst deutlich später und anderswo umgesetzt, etwa sein Vorschlag, die Theater nach betriebswirtschaftlichen Grundsätzen als GmbH zu führen, oder sein Vorschlag zur Gründung einer kommerziellen Sparte im Bereich der Unterhaltungsmusik und des Musicals. Spielhoffs Schließungspläne wurden vom Rat der Stadt Dortmund 1974 zurückgewiesen.
Sein Engagement für die Soziokultur setzte Spielhoff auch überregional fort, unter anderem in der Kulturpolitischen Gesellschaft. In Dortmund setzte die systematische Förderung der freien Kulturszene und der Stadtteilkulturarbeit erst in den 80er Jahren ein.

## Ehrungen
In Dortmund ist der „Alfons-Spielhoff-Platz“ nach ihm benannt, an dem das freie Theater Fletch Bizzel liegt.

## Veröffentlichungen
- Rudolf Müller-Dostali, Alfons Spielhoff (Bearb.), Essener Vorschlag für die Ausrichtung der Sozialdemokratischen Politik auf eine klare sozialistisch-demokratische Zielsetzung, Essen 1954
- Alfons Spielhoff, Warum spielen wir Brecht? in: Theater-Kurier-Dortmund, Heft 9/63, Dortmund 1963
- Alfons Spielhoff, Eigene Häuser der Erwachsenenbildung aus der Sicht der Gemeinden, in: Neue Volksbildung, Heft 2/64, 1964
- Alfons Spielhoff, Überlegungen zur Städtischen Theaterplanung	In: Loccumer Protokolle, Evangelische Akademie Loccum (Hg.), Bd. 5/1970
- Alfons Spielhoff, Das Musiktheater ist zu teuer, Zur Studie der Kulturverwaltung Dortmund, in: Die Deutsche Bühne, Heft 10, Oktober 1971, 42. Jg. S. 4
- Alfons Spielhoff, Exposé I als Diskussionsgrundlage für die SPD-Fraktion des Rates der Stadt Dortmund zur Frage der Finanzierung von Kulturorchester, Musiktheater und Schauspiel, Dortmund	1972
- Alfons Spielhoff, Stadt Dortmund, Kulturverwaltung, Exposé II zur Frage der Finanzierung von Kulturorchester, Musiktheater und Schauspiel, Diskussionsgrundlage für die SPD-Fraktion des Rates der Stadt Dortmund, Dortmund 1973
- Alfons Spielhoff, Kulturpolitik am Wendepunkt	Dortmunder Vorträge, Heft 111/1973
- Alfons Spielhoff, Der Bibliothekar in der Gutenberg-Galaxis oder die kulturpolitische Ausgabe eines Bibliotheksdirektors 	in: Dienst an Büchern, Festschrift für Fritz Hüser 1973
- Alfons Spielhoff, Warum Kostenrechnung, in: Die Deutsche Bühne, Heft 2, Februar 1974, 45. Jg. S. 8–10
- Olaf Schwencke, Klaus Heinrich Revermann, Alfons Spielhoff, Plädoyers für eine neue Kulturpolitik, München (Hanser) 1974, ISBN 3-446-11769-5
- Alfons Spielhoff, Schon Gründgens war meiner Meinung! Antwort an Sabais, in: Die Deutsche Bühne, Heft 3, März 1974, 45. Jg., S. 7f
- Alfons Spielhoff, Möglichkeiten und Grenzen kulturpolitischer Alternativen Umdenken in der Kulturpolitik, Dortmunder Vorträge Heft 116, Dortmund 1974
- Alfons Spielhoff, Zwischenstaatliche Kulturarbeit – eine neue Aufgabe der Städte, in: Auslandskurier, Heft 10/1974
- Alfons Spielhoff, Zur Reform der Dortmunder Theater (1974), Auszüge in: Kulturpolitische Mitteilungen Nr. 61/62 II-III/93, S. 69–70
- Alfons Spielhoff, Prioritäten Städtischer Kulturpolitik, in: Schwencke, O.; Revermann, K.H., Spielhoff, A. (Hg.), Plädoyers für eine neue Kulturpolitik, München 1974
- Alfons Spielhoff, Plädoyer für eine betriebswirtschaftliche Kostenrechnung der Theater, in: Die Deutsche Bühne, Heft 3/1974
- Alfons Spielhoff, Kulturpolitik in der Industriegesellschaft, in: Bieber, Hedwig; Kutscher, Siegfried; Wehefritz, Valentin (Hg.), Stadtbibliothek und Regionalbibliographie, Festschrift für Hans Moritz Meyer, Publikationsabteilung d. Dt. Bibliotheksverbands 1975
- Alfons Spielhoff, Strategien alternativer Kulturpolitik, in: Kultur durch Kommunikation?, Loccumer Protokolle 1/1976, Rehburg-Loccum 1976, S. 90–102
- Alfons Spielhoff, Kulturpolitik ist Gesellschaftspolitik, in: Vorgänge, Heft 24, Jahrgang 6/1976
- Alfons Spielhoff, Bilanz der Alternativkultur	In: Kulturpolitische Mitteilungen, Beiheft 1, 1980, S. 12ff.
- Alfons Spielhoff, Kultur für alle – von allen? Zwischenbilanz der Alternativkultur, Loccumer Protokolle 6/1980, Rehburg-Loccum 1980, S. 35–37
- Alfons Spielhoff, In der total verwalteten Welt gehört dem Theater die Zukunft, in: TheaterZeitSchrift, Heft 5, Herbst 1983, 2. Jg., S. 53–54
- Alfons Spielhoff, Subventionen im Kulturbereich, in: Kulturpolitische Mitteilungen, Heft 27, IV/1984, S. 10, 1984
- Alfons Spielhoff, Einsparungen beim Theateretat der Städte, in: Kulturpolitische Mitteilungen, Heft 32, I/1986, S. 22–24
- Alfons Spielhoff, Macht die Opernhäuser zu? Eine Erwiderung, in: Kulturpolitische Mitteilungen, Heft 34, III/1986, S. 11–13
- Alfons Spielhoff, Kultur als Element der Stadtentwicklung, in: biblio, Heft 1/1973 Auszüge in: Kulturpolitische Mitteilungen Nr. 61/62, I+II/1993, S. 7–9

## Sekundärliteratur
- Mathias Bigge, Kulturpolitik im Ruhrgebiet. in: Rainer Bovermann, Stefan Goch, Heinz-Jürgen Priamus (Hg.), Das Ruhrgebiet, Ein starkes Stück Nordrhein-Westfalen, Politik in der Region 1946–1996, Essen 1996, ISBN 3-88474-524-7
- Eckart Pankoke, Das Industrierevier als Kulturlandschaft, Zur kulturellen Dynamik des Ruhrgebiets nach 1945, in: Heinz Jürgen Priamus, Ralf Himmelmann (Hg.), Stadt und Region – Region und Stadt, Essen 1993, S. 105–143
- Olaf Schwencke (Hg.), Kulturpolitische Gesellschaft (Hg.), Kulturpolitik ist Gesellschaftspolitik, Festschrift für Alfons Spielhoff, Hagen 1982
- Günter Strüder, Neue Kulturpolitik im Ruhrgebiet, in: Mathias Bigge, Günter Strüder (Hg.), Neue Kulturpolitik im Ruhrgebiet, Essen 1994, ISBN 3-89206-636-1